# Robert Westbrook
Robert T. Westbrook, ur. 1945 – amerykański pisarz. 
Jego matka Sheilah Graham Westbrook była dziennikarką, kochanką F.S. Fitzgeralda do jego śmierci. Westbrook napisał serię powieści o indiańskim detektywie Howardzie Moon Deer, asystencie niewidomego detektywa. Wydał powieść opartą na scenariuszu filmu Bezsenność.